# (21686) Koschny
(21686) Koschny ist ein Asteroid des Hauptgürtels, der am 11. September 1999  von André Knöfel an der Volkssternwarte Drebach entdeckt wurde. 
Benannt wurde der Himmelskörper nach dem deutschen Wissenschaftler Detlef Koschny (* 1962), Mitarbeiter im European Space Research and Technology Center der ESA.